# Partido da América
O Partido da América (em inglês:  America Party) é uma proposta de partido político estadunidense. Foi anunciado por Elon Musk em 5 de julho de 2025, após sua disputa com o presidente dos Estados Unidos Donald Trump sobre o One Big Beautiful Bill Act.

## História
|           | Elon Musk | Logo do X, uma letra X estilizada |
| @elonmusk |           |                                   |

            em inglês:  Is it time to create a new political party in America that actually represents the 80% in the middle?

           Está na hora de criar um novo partido político nos Estados Unidos que realmente represente os 80% do meio?

5 de junho de 2025

|                                     |     |  |       |       |
| Yes                                 | Yes |  | 80,4% | 80,4% |
| No                                  | No  |  | 19,6% | 19,6% |
| 5 630 775 votos · Resultados finais |     |  |       |       |

Após a eleição presidencial nos Estados Unidos em 2024, em junho de 2025, uma disputa entre Elon Musk e Donald Trump teve início por causa das disposições do então proposto One Big Beautiful Bill Act. A tensão aumentou em 5 de junho, quando Trump criticou publicamente Musk durante uma reunião com o chanceler alemão Friedrich Merz. Em meio a uma série de postagens no X criticando o presidente, Musk sugeriu a criação de um novo partido político que representasse "os 80% do meio", anexando uma enquete para o que os usuários votassem "sim" ou "não".
Antes desse anúncio, diversos partidos políticos e figuras públicas contrárias ao sistema bipartidário haviam tentado obter o apoio de Musk. Em entrevista à revista Politico, Andrew Yang demonstrou interesse em colaborar com ele para fundar um novo partido ou fortalecer o seu próprio, o Forward Party; Musk já havia apoiado Yang em sua campanha presidencial de 2020. Em julho, o presidente do Comitê Nacional Libertário, Steven Nekhaila, também propôs uma parceria com Musk.
Segundo a Reuters, Musk estava "sério" sobre a criação do Partido da América, embora ainda buscasse um entendimento com Trump e mantivesse contato com o seu governo. À medida que a votação do One Big Beautiful Bill Act se aproximava no Senado, no final de junho, Musk prometeu formar o novo partido caso o projeto fosse aprovado, além de apoiar pré-candidatos contra republicanos que votassem a favor da proposta. O projeto foi reenviado à Câmara dos Representantes poucos dias depois e aprovado em 3 de julho, com votação dividida majoritariamente entre os partidos. No dia seguinte, Musk apresentou uma possível estratégia eleitoral e lançou uma nova enquete. Ele passou a se referir aos partidos Republicano e Democrata como  um "partido único", criticando a falta de alternativas reais no sistema político dos Estados Unidos.
A possibilidade de Musk fundar uma terceira força política viável é amplamente considerada improvável. O The Washington Post destacou que, embora ele tenha recursos financeiros suficientes para estabelecer um partido, sua atuação empresarial, o fracasso em influenciar a eleição de 2025 para a Suprema Corte de Wisconsin e sua popularidade em queda devido à sua atuação no Departamento de Eficiência Governamental. Além disso, o Partido da América ainda enfrenta desafios relacionados ao registro e à presença nas cédulas eleitorais.

|           | Elon Musk | Logo do X, uma letra X estilizada |
| @elonmusk |           |                                   |

            em inglês:  Independence Day is the perfect time to ask if you want independence from the two-party (some would say uniparty) system!
Should we create the America Party?

           O Dia da Independência é o momento perfeito para perguntar se você quer independência do sistema bipartidário (alguns diriam unipartidário)!
Deveríamos criar o Partido da América?

4 de julho de 2025

|                                     |     |  |       |       |
| Yes                                 | Yes |  | 34,6% | 34,6% |
| No                                  | No  |  | 19,6% | 19,6% |
| 1 248 856 votos · Resultados finais |     |  |       |       |

Nos dias anteriores ao anúncio, Musk teria discutido a ideia de criar um partido com aliados, em conversas descritas pelo The New York Times como conceituais, mas não práticas. Em 4 de julho, ele lançou uma nova pesquisa no X, perguntando se os americanos queriam "independência do sistema bipartidário (ou, como alguns diriam, unipartidário)". A enquete terminou em 5 de julho com 65,4% dos votos favoráveis. No mesmo dia, Musk anunciou a criação do Partido da América.
Segundo a United Press International, até o dia 5 de julho, o partido ainda não aparecia no site da Comissão Eleitoral Federal (FEC), e Musk não havia informado se já havia registrado a legenda junto ao órgão, responsável pela supervisão das eleições federais dos Estados Unidos. Em 6 de julho, foi divulgado que Mark Cuban e Anthony Scaramucci estariam "interessados" em apoiar o novo partido e ajudar em sua inscrição nas cédulas estaduais. Ainda nesse dia, o Secretário do Tesouro, Scott Bessent, comentou que "imagino que os conselhos de administração [das empresas de Musk] não tenham gostado do anúncio de ontem e irão incentivá-lo a focar em seus negócios, e não em sua atuação política".
Em 7 de julho, Donald Trump afirmou no Truth Social estar "triste em ver Elon Musk sair completamente dos trilhos, essencialmente se tornando um DESASTRE nas últimas cinco semanas". Esse comentário veio dois dias após o anúncio, período no qual Musk ainda não havia feito nenhum pedido oficial à FEC nem tomado ações concretas para fundar o novo partido.

## Ideologia e plataforma
Musk afirmou que o Partido da América está focado na redução do défice  e defendeu que o partido fosse fiscalmente conservador.  Em 5 de julho, em resposta a um usuário da rede social X, ele confirmou que a plataforma do partido é reduzir a dívida, modernizar as forças armadas com inteligência artificial, cortar regulamentações e incentivar mais nascimentos.

## Organização
Musk, um cidadão norte-americano naturalizado nascido na África do Sul, não é elegível para concorrer à presidência nem à vice-presidência dos Estados Unidos. No entanto, ele pode disputar outros cargos, como senador ou deputado federal, além de poder exercer a função de presidente de um partido político. Até o momento, Musk não revelou quem será o presidente do partido nem qual será a sua estrutura organizacional.

## Desempenho e estratégia eleitoral
Nate Cohn, analista político do The New York Times, sugeriu que o Partido da América poderia ganhar legitimidade nas eleições de 2028 caso aumente a insatisfação popular com o sistema bipartidário, especialmente diante das más condições econômicas enfrentadas pelos governos de Donald Trump e Joe Biden. O Vox argumentou que Musk poderia prejudicar o Partido Republicano nas eleições de 2026 ao focar em disputas competitivas na Câmara dos Representantes e no Senado, reunindo uma coalizão de eleitores simpáticos a ideias futuristas e ao tecnolibertarianismo.
Uma pesquisa preliminar conduzida pela Quantus Insights entre 30 de junho e 2 de julho indicou que aproximadamente 40% dos americanos poderiam apoiar Elon Musk se ele fundasse um terceiro partido político. Especificamente, 14% afirmaram que "muito provavelmente" votariam no partido, enquanto 26% disseram que "provavelmente" o apoiariam. Em contraste, 38% declararam que provavelmente não o apoiariam, e o restante se mostrou indeciso. A sondagem apontou forte interesse entre republicanos do sexo masculino e quase metade dos homens independentes, enquanto eleitores mais velhos e democratas demonstraram maior ceticismo.
No entanto, o The New York Times destacou que, embora pesquisas de opinião mostrem há muito tempo que os americanos desejam uma alternativa aos dois principais partidos, isso raramente se traduz em apoio real a terceiros partidos. Tentativas anteriores de reformistas idealistas, como Ross Perot e seu Partido Reformista nos anos 1990, além de movimentos mais recentes como o Unite America, o No Labels e o Forward Party de Andrew Yang, fracassaram. O jornal também apontou que as promessas de Musk de reformular profundamente a política americana "sugerem que ele dedicou pouco tempo a estudar as leis estaduais de acesso às cédulas e as regras federais de financiamento de campanhas", mencionando o "sistema labiríntico" necessário para colocar um nome na cédula de um único estado — quanto mais em todos os 50. Além disso, ressaltou que Nova Iorque proíbe o uso da palavra "americano" em nomes de partidos. o jornal concluiu que seria mais fácil — e mais barato — para Musk tentar assumir o controle do Partido Libertário, que já conta com membros leais a ele, do que fundar um novo partido.
A MSNBC também observou que "dinheiro ilimitado não compensa a falta de compreensão sobre leis eleitorais, ciência política ou história americana" em relação ao partido de Musk. A emissora destacou que o desempenho mais expressivo de um terceiro partido nas últimas décadas foi o de Gary Johnson em 2016, com apenas 3,7% dos votos. A MSNBC também mencionou as falhas Forward Party, de Yang, do Reform Party, de Perot, do No Labels, e das campanhas Unity '08 e Americans Elect em 2012, além da candidatura de Robert F. Kennedy Jr. em 2024. A emissora concluiu que Musk estaria centrando seu partido na conquista dos republicanos simpatizantes de Trump, o que dificilmente teria sucesso se Trump for seu principal adversário.
Alex Burns, escrevendo para o Politico, foi mais otimista, sugerindo que Musk poderia romper com o fracasso dos demais partidos se evitasse tentar encontrar posições genuinamente "centristas". Ele argumentou que Musk e seu partido deveriam adotar posições políticas claras e ideológicas, ainda que misturando ideias tradicionalmente de direita com outras de esquerda. Burns sugeriu que as três grandes bandeiras políticas de Musk deveriam ser: oposição às tarifas de Trump e defesa do livre comércio, promoção do conservadorismo fiscal e apoio a interesses tecnocráticos.
No início de julho, Musk afirmou que o Partido da América poderia focar em "dois ou três assentos no Senado" e em "oito a dez distritos da Câmara", buscando ser o "voto decisivo em leis controversas" e representar a vontade popular. Mais tarde, ele sugeriu que o partido disputaria nas eleições de 2026, comparando sua estratégia à utilizada pelo general grego Epaminondas na Batalha de Leuctra, como uma "força concentrada em um ponto específico do campo de batalha". Musk também afirmou que o partido atuaria em caucuses separados dos partidos Democrata e Republicano e que "as discussões legislativas ocorreriam com ambos os partidos" posteriormente.